# Bendfeld
Bendfeld ist eine Gemeinde im Kreis Plön in Schleswig-Holstein, die keine weiteren Ortsteile hat.

## Geografie und Verkehr
Bendfeld liegt etwa 4 km südöstlich von Schönberg (Holstein) und genauso weit von der Ostsee entfernt. Die Gemeinde grenzt an die Güter Schmoel, Neuhaus und Salzau. Von Kiel ist Bendfeld 21 km entfernt. Charakteristisch für Bendfeld sind große Teiche, alter Baumbestand und einige typische Niedersachsenhäuser.

## Geschichte
Bendfeld war früher unter dem Namen Bentvelde erstmals erwähnt, als es 1421 an das Kloster Preetz verkauft wurde.
Die Gemeinde gehörte dem Amt Probstei-Ost an. Seit dessen Auflösung zum 1. Juni 1970 ist sie Teil des Amts Probstei.

## Politik

### Gemeindevertretung
Bei der Kommunalwahl am 14. Mai 2023 wurden insgesamt sieben Sitze vergeben. Von diesen erhielt die Bürgergemeinschaft Bendfeld vier Sitze und die Unabhängige Wählergemeinschaft Bendfeld drei Sitze.

### Wappen
Blasonierung: „Von Rot und Silber schräglinks geteilt. Oben ein abgebrochener silberner Krummstab, unten ein blauer Horst Pfeifengras (Molinia caerulea).“

## Wirtschaft
Die Gemeinde ist überwiegend landwirtschaftlich geprägt.

## Sonstiges
Überaus beliebt und berühmt im Kreis Plön ist das seit vielen Jahren stattfindende Strohklappenfest in Bendfeld. Es wird meist in den späten Sommermonaten (Ende Juli/August) gefeiert und von der Landjugend am Selenter See organisiert. Neben der Scheunenfete in Ottenhof (ca. 10 km von Bendfeld) ist es das größte Sommerfest der dörflichen Umgebung am Selenter See.